# Rastafaria
Rastafaria is een geslacht van rechtvleugeligen uit de familie veldsprinkhanen (Acrididae). De wetenschappelijke naam van dit geslacht is voor het eerst geldig gepubliceerd in 1931 door Ramme.

## Soorten
Het geslacht Rastafaria omvat de volgende soorten:
- Rastafaria abessinica Ramme, 1931
- Rastafaria amplificata Johnston, 1937
- Rastafaria triangularis Bouvy, 1982